# 川村晃
川村 晃（かわむら あきら、1927年12月3日 - 1996年1月4日）は日本の小説家。

## 人物
日本統治時代の台湾・嘉義市出身で静岡県沼津市育ち。静岡県立沼津中学校（現・静岡県立沼津東高等学校）在学中、1941年小説を書いて停学処分となり、以後奇矯な振る舞いのため放校となりかけ、陸軍航空通信学校に入学、大阪の飛行場に配属されていた際に敗戦を迎える。
文学書を耽読するが定職なく、自殺を企て後遺症を残す。1949年日本共産党に入る。筆耕職人として働く。58年離党、59年より『文学四季』に作品を発表、子持ちの女性と同居する。60年より『文学街』に小説を発表。
「美談の出発」（「文學街」1962年3月号）が同人雑誌優秀作として『文學界』に転載され、1962年上半期第47回芥川賞を受賞。
小説執筆のかたわら70年より毎日新聞の人生相談を担当しテレビにも出演、レポーターなどを務める。76―78年『週刊新潮』に「黒い報告書」を執筆。『高1コース』『蛍雪時代』などに小説を連載する。（『芥川賞全集』年譜より）

## 著書
- 『美談の出発』文芸春秋新社 1962
- 『ルン・プロ』角川書店 1963
- 『若い廃墟』学習研究社(芥川賞作家シリーズ)1964
- 『太陽と愛と』冬樹社 1964
- 『闇にひらく』河出書房新社 1966
- 『維新の兵学校』人物往来社 1968
- 『愛を奪うための方法 ほんとうの女を生きるために』青春出版社 1974
- 『岩崎弥太郎 物語と史蹟をたずねて』成美堂出版 1980
- 『斑鳩に日が昇るとき』吉野教育図書、1981
- 『そんな男ならやめなさい』日本実業出版社(エスカルゴ・ブックス) 1983
- 『宮本武蔵 物語と史蹟をたずねて』成美堂出版 1984 のち文庫
- 『熊本城 物語・日本の名城』成美堂出版 1987  のち文庫